# Instituto de la Mujer que Trabaja
El Instituto de la Mujer que Trabaja (en catalán: Institut de la Dona que Treballa) fue una entidad de obra social fundada en marzo del año 1921 por la “Caja de Pensiones para la Vejez y de Ahorros” (actual CaixaBank) bajo la presidencia de Francisco Moragas Barret a partir del Monte Pío de Santa Madrona.

## Historia
Los inicios del Instituto de la Mujer que Trabaja se remontan a la creación, en 1901, del "Montepío de Santa Madrona", bajo el patrocinio del Obispo José Morgades y con la colaboración de destacadas personalidades del ámbito sociocultural del país.Esta entidad tenía su ubicación en el Palau Meca, sede ahora del Museo Picasso de Barcelona, en la calle Montcada de Barcelona.
En 1919, ante una crisis de recursos, pidieron ayuda a la Caja de Pensiones para la Vejez y de Ahorros, que en 1921 los incorporó definitivamente a su obra social con el nombre de Instituto de la Mujer que Trabaja. Así, cambió su sede a la Vía Layetana n.º 48 de Barcelona, estableciendo delegaciones en otras ciudades como Gerona, Igualada, Villafranca del Panadés o Ibiza.En 1929, Josefa Cammany de Pinel asumió su presidencia.
Durante la Segunda República, se incorpora a la Generalidad, y se reconvierte en institución laica, pero respetando la libertad de conciencia religiosa de sus asociadas, y manteniendo la financiación de CaixaBank. Tras la guerra civil, recuperará el nombre de Instituto de Santa Madrona, lo que supondrá también su disolución, para adecuarse así a las normas del nuevo régimen, que sólo reconocía una asociación femenina: la Sección de la Falange.

## Organización
El principal objetivo del Instituto era "proporcionar ventajas de orden moral y material a las mujeres que vivían de su trabajo o eran de familias proletarias, proporcionándoles protección económica y social".  Para el desarrollo de esta función estaba constituida por una serie de secciones y servicios, entre los que destacan los Socorros Mutuos, los Dispensarios y Clínicas, la Obra Maternal, la Escuela de Enfermeras Sociales y las Casas de Familia. Muchas de estas secciones ya se hallaban constituidas en sus orígenes como Montepío.  Destacaron la Escuela Universitaria de Enfermería Santa Madrona y la Clínica de Santa Madrona
El Socorro mutuo se realizaba mediante el pago de una cuota determinada previamente, que daba derecho, en caso de enfermedad, a percibir un subsidio de acuerdo con la cuota señalada. Además, se incluía la visita domiciliaria médica y, si era necesario, el uso de los dispensarios y clínicas. 
En el caso de la Obra maternal, el pago de la cuota por parte de las afiliadas incluía la asistencia gratuita en los dispensarios de obstetricia y puericultura, la asistencia domiciliaria y el acogimiento en la clínica maternal, y el pago de un subsidio durante ocho semanas consecutivas.Los servicios detallados en los dispensarios y clínicas requerían de un cuerpo de enfermeras, contratadas por el propio instituto a través de la Escuela de Enfermeras Sociales.
Por último, en las Casas de Familia se proporcionaba, por un precio módico, residencia, manutención, cultura y esparcimiento a las obreras que viviendo de su trabajo no tenían una familia con la que vivir. 
A comienzos de los años 80, la Institución ya había comenzando a integrarse en la Fundación "La Caixa", cediendo esta parte de sus activos al ayuntamiento.